# Emiro Arias
Emiro Arias Bueno (1 de noviembre de 1967, Bucaramanga) es un activista y economista colombiano con maestría en Ciencia Política de la UNAB Universidad de Salamanca. En la actualidad es conocido a nivel nacional por su defensa de los recursos públicos a través de diversas campañas cívicas.

## Biografía
Emiro Arias nació en el seno de una familia campesina de escasos recursos, siendo el único de sus hermanos que pudo ingresar a la universidad, desde donde luego se dedicó a brindar consultorías de empresas de construcción como Mayax S.A.S. Posteriormente fue docente de historia del derecho en la Corporación de Ciencia y Desarrollo, Uniciencia. 
feo 
En 2003 fue candidato al Concejo de Bucaramanga por el Polo Democrático Alternativo, y aunque logró obtener la credencial como concejal,  fue objeto de fraude electoral por parte de Libardo Linares Niño, según informó el Diario Nacional El Tiempo. Esto lo llevó a instaurar una denuncia penal contra Libardo Linares Niño terminando en su judicialización. En represalia, Libardo, contradenunció sin éxito.
Arias aspiró a la Gobernación de Santander para el periodo 2020 - 2023, con el auspicio del Senador Leónidas Gómez. No obstante, Gómez, a pesar del acuerdo, se retiró del Senado para lanzarse al mismo cargo departamental obligando al partido a realizar una consulta para elegir candidato único del Polo; al final favoreciendo a Gómez, obligando a Arias a lanzarse de forma independiente a través del movimiento "Santander No Se Rinde", alcanzando un total de 40 mil votos.

## Moralidad administrativa
Dentro de su activismo ha desarrollado múltiples denuncias frente a presuntas faltas a la moralidad administrativa, donde están involucrados varios funcionarios de Estado, varios de ellos ya judicializados. Algunos casos son el multimillonario contrato del Anillo Vial Santander - Nación, y el más referenciado, el Escándalo de las Raquetas; una millonaria compra de implementos y servicios deportivos entre raquetas de tenis por parte de la gobernación de Santander, que captó la atención de la prensa nacional por lo menos dos semanas. Luego de una investigación al despliegue contractual de la Gobernación de Santander, Arias descubrió sobrecostos en la compra por parte de Intersantander de varias raquetas por valor de $3 880 000 cada una, compras de pelotas de tenis a $260 000 y de balones de fútbol por $570 000, que a la fecha habían pasado inadvertidos ante la opinión pública y los entes de control. Adicionalmente, en la denuncia se evidenció que otros ítems que presentaban irregularidades eran los de transportes, alquiler de salones para eventos, desayunos y unas polémicas hamburguesas a $87 000 cada una. Este caso se convirtió en uno de los mayores escándalos de la gobernación de Mauricio Aguilar por su alcance nacional. Como consecuencia, fue suspendido el director de Indersantander, Pedro Belén Carrillo, por parte de los entes de control. En la actualidad la Fiscalía General de la Nación (Colombia), luego de allanar la entidad desarrolla una investigación al respecto.

## Defensa del Páramo de Santurbán
Arias ha sido promotor de varias marchas en defensa del Páramo de Santurbán. En dichos espacios ha señalado la importancia de dejar el oro en su lugar, no solo desde el punto de vista de la sostenibilidad sino también de la baja rentabilidad a nivel de regalías que poco beneficio le traería al departamento, poniendo en riesgo todo el ecosistema.

## Controversias
En pleno vuelo y en vísperas de la aprobación de la Reforma Tributaria del Gobierno del Presidente Iván Duque, Arias se levantó de su asiento para dirigirse a toda la tripulación y pasajeros, en una forma de protesta contra dicha Reforma. Esta expresión de descontento logró amplio despliegue en las redes sociales y medios de comunicación televisivos y radiales, así como en la opinión pública. En su exposición Arias, presentó sus puntos de vista frente a ese proyecto que según él, perjudicaba  a gran parte de la población colombiana al gravar productos básicos de la canasta familiar en plena época de pandemia. Arias invitó también a sumarse a las protestas que luego terminaron en el levantamiento contra ese gobierno en abril de 2021.